# Harald Madsen
Harald Madsen (né le 20 novembre 1890 à Silkeborg et mort le 13 juillet 1949  à Copenhague) est un acteur danois. Il est essentiellement pour sa participation au duo comique Doublepatte et Patachon.

## Biographie
Harald Madsen fut artiste de cirque avant de faire du cinéma. Il tourna peu à la fin de sa vie, car il craignait que la lumière des projecteurs fût mauvaise pour sa santé.

## Filmographie partielle
- 1925 : Vagabonds à Vienne
- 1929 : Doublepatte et Patachon magiciens (The Rocket Bus), de W.P. Kellino